# Ацетиленовий зв'язок
Ацетиле́новий зв'язо́к (рос. ацетиленовая связь, англ. acetylenic bond) — потрійний хімічний зв'язок між двома атомами вуглецю –С≡С– (в sp-гібридизації), що утворюють шість електронів. Має найвищу серед міжвуглецевих зв'язків енергію дисоціації, яка складає 130 ккал·моль−1.
Ацетиленовий зв'язок має місце, зокрема, в алкінах.